# 鹿塩温泉
鹿塩温泉（かしお おんせん）は、長野県下伊那郡大鹿村の塩川沿いに湧出する天然塩水を利用した温泉である。

## 泉質
- 含硫黄-ナトリウム-塩化物冷鉱泉
  - 源泉温度14℃

塩分濃度は、海水と同じ4パーセント。含まれるミネラル分が異なることから、断層（中央構造線）に閉じ込められた化石海水ではないとされている。

## 温泉街
現在2件の旅館がある。日本秘湯を守る会に属する旅館（山塩館）がある。
山塩館では平成9年に規制緩和が実施され、製塩の認可を受けた4代目当主が、製塩をしていた場所、昔ながらの薪炊きにこだわった塩づくりを再開。この塩は、にがり成分をほとんど含まないため、調理に使用すると素材の味や食感を損ねることがない。塩の里特産品直売所でも購入することができる。
塩の里特産品直売所内の美濃屋豆腐店では、大鹿村の特産品である大豆（平成中尾早生）を使用した大鹿とうふ、油揚げ等を製造・販売している。遠方からわざわざ買い求めにくるほど人気がある。現在は通販の取扱も行っている。

## 歴史
建御名方神が鹿狩りをしている時に鹿が塩水を舐めているのを見て発見したとか、弘法大師（空海）がこの地を訪れた時に村人が塩に困窮していることを知り持っていた杖で地面を突いたところ、そこから塩水が湧出したといった開湯伝説がある。相当古い時代からこの塩水が利用されてきたことがわかる。
南北朝時代に南朝方の宗良親王（後醍醐天皇の皇子）がこの地に入り、南朝方の拠点とできたのも、塩があったからだといわれている。
1875年、旧徳島藩士・黒部銑次郎が岩塩を求めて塩泉の採掘を始め、大掛かりな製塩場を設置し、食塩製造を行った。岩塩は結局発見することができず、塩水が湧出する理由は未だに謎である。
現在も温泉水を煮詰めて取り出した「山塩」が作られており、菓子など土産物づくりやジビエ料理に使われている。

## アクセス
JR飯田線伊那大島駅より伊那バス大鹿線で約50分の最寄バス停「鹿塩」で下車。バス停より徒歩約15分。